# Alfred Plé
Alfred Plé (XI Distrito de París, 9 de enero de 1888-Limeil-Brévannes, 4 de marzo de 1980) fue un deportista francés que compitió en remo.
Participó en los Juegos Olímpicos de Amberes 1920, obteniendo una medalla de bronce en la prueba de doble scull. Ganó dos medallas en el Campeonato Europeo de Remo, oro en 1920 y plata en 1924.

## Palmarés internacional
| Juegos Olímpicos   | Juegos Olímpicos  | Juegos Olímpicos  | Juegos Olímpicos |
| Año                | Lugar             | Medalla           | Prueba           |
| ------------------ | ----------------- | ----------------- | ---------------- |
| 1920               | Amberes (Bélgica) | Medalla de bronce | Doble scull      |
| Campeonato Europeo |                   |                   |                  |
| Año                | Lugar             | Medalla           | Prueba           |
| 1920               | Mâcon (Francia)   | Medalla de oro    | Doble scull      |
| 1924               | Lucerna (Suiza)   | Medalla de plata  | Doble scull      |